# 2024年河北燕郊爆燃事故
2024年3月13日上午7点54分，中华人民共和国河北省廊坊市三河市燕郊镇小张各庄的一栋建筑物发生燃气爆炸事故，爆炸原因是输送燃气管道发生泄漏。事故造成7人死亡、27人受伤。

## 背景
早在2022年5月，三河市燕郊镇行宫东街道二三小区的一栋住宅楼就发生过燃气爆燃事故，造成2人受伤，部分居民房屋门窗受损。时隔两年零一个月后，燕郊福成尚街底部商铺再发生液化气罐爆炸事故，造成22人受伤，2人送医不治身亡。
本次事故发生的近3年来，三河市当局多次在全市范围内展开燃气安全大排查。其中对上一次是在2月21日，当时三河市政府要求各部门加强对各行业燃气安全的日常管理及隐患排查治理，督促指导村街燃气协管员巡查员管理。
事发建筑为一栋五层小楼，一层为餐饮店、鲜花店等商铺，三楼为招待所，顶层为加盖建筑。另外，爆炸地附近的小张庄村委会有北京地铁22号线区间风井的施工场地，此处离附近居民楼只有10米之隔，而且是在居民楼的楼基处开挖，挖沟处距离居民楼楼梯只有2米，以至于导致居民楼电路出现过两次严重的短路事故。为此当地居民曾多次向当局投诉，一直没有进展。不过事后北京地铁22号线工程土建施工16合同段项目经理表示，爆燃事故与地铁施工无关。

## 过程
3月13日上午7点54分，小张各庄学院大街与迎宾路交叉口底层发生爆炸，现场传出一阵低沉的爆炸声，随后有浓烟在爆炸地点上空升起。到了上午9点左右，事发地点再发生第二次爆炸，有火光从地下闪出，更多浓烟腾空升起。爆炸威力非常巨大，波及面较广，附近有建筑物的玻璃被震碎，附近路面停放的车辆受损，现场一片狼藉。事故发生后，该五层大楼严重受损，随即坍塌。亦有路人在逃生时被瓦砾等砸中头部。
据传爆炸是由事发地一家炸鸡店的燃气爆炸引起，但该店工作人员向记者表示，他们并没有使用燃气，用的是电；事故发生的时候，他们还没有开始营业，员工还没有来上班，没有受伤。据事故调查组专家组组长刘福来介绍，此次爆炸是由输送燃气管道发生泄漏导致。

## 伤亡
截至当天深夜11点救援工作基本结束，救援人员在现场救出34人，其中7人死亡，27人受伤。伤者中有14人被送往医院接受治疗，当中2人重伤，12人普通伤，普通伤主要为软组织损伤、骨折。另外还有多人在事故现场失踪。

## 反应
燕郊当地的燃气公司泰达燃气宣布，燕郊50个小区和单位自3月13日开始停气。距离事发地200米的三河市第六小学安排学生选择性停课，中午有部分家长到学校接孩子回家。

## 争议

### 央视记者直播受阻
当天中午，中国中央电视台记者在事发地点进行现场直播报道，期间遭到多名身穿黑衣警察制服的男子阻挡，以事发建筑周围危险、有坠物风险为由要求记者离开，CCTV2的直播画面随即中断。另外，另一名央视记者许梦哲在网上发布视频，显示他们一行人在现场采访期间，遭到十几名警察包围及推搡阻挠。当晚，中華全國新聞工作者協會针对事件发表题为《正当采访是记者的权利》的声明，批评当局为了控制舆情，“简单粗暴阻挠媒体记者正常履职”，要求为记者采访提供便利。
对此，三河市人民政府于3月14日进行情况通报，称“由于一线工作人员沟通能力不强，方式方法粗暴简单，引发了记者朋友的误解和舆论的质疑，产生了不良社会影响”，并“立即对相关人员进行了严厉批评，随后派员向相关记者朋友多次表达歉意”。通报亦强调，疏散记者的目的并非控制舆情，而是因为“指挥部专家组经专业检测发现，事故现场仍存天然气泄漏风险”，故“要求所有非专业救援人员及附近居民迅速撤离，坚决防止发生次生灾害”。
胡锡进亦在新浪微博對此表示「支持央視總臺記者」，以及「反對當地警察阻撓報道」。
河北省委在事故后续处置工作会议上强调，要自觉接受舆论监督，支持和保障媒体记者正当采访。